# Бей-Биенко, Григорий Яковлевич
Григорий Яковлевич Бе́й-Бие́нко (1903—1971) — советский зоолог, энтомолог, президент Всесоюзного энтомологического общества при АН СССР, член-корреспондент АН СССР, заслуженный деятель науки РСФСР, профессор.

## Биография
Родился 7 (20) февраля 1903 года в городе Белополье (ныне Сумская область, Украина) в семье ремесленника, которая в 1907—1908 годах переехала в Омск.
- В 1929 году был приглашён во вновь организованный в Ленинграде Всесоюзный институт защиты растений — сначала в качестве научного сотрудника, а затем учёного специалиста, заведующего лабораторией по изучению саранчовых.
- В феврале 1938 года был избран заведующим кафедрой энтомологии Ленинградского сельскохозяйственного института.
- В период Великой Отечественной войны состоял добровольцем в народном ополчении.
- В марте 1942 года в тяжёлом состоянии вместе с сельскохозяйственным институтом был эвакуирован из блокадного Ленинграда в Пермь, где находился до октября 1944 года.
- В октябре 1944 года вернулся в Ленинград и продолжал заведовать кафедрой общей энтомологии Ленинградского сельскохозяйственного института.
- 23 октября 1953 года был избран членом-корреспондентом АН СССР.
- В 1955 году подписал «Письмо трёхсот».
- 9 декабря 1965 года на заседании Совета Всесоюзного энтомологического общества был единогласно избран президентом Общества.
- В 1968 год перешёл на основную работу в Зоологический институт АН СССР.

Скончался 3 ноября 1971 года после непродолжительной тяжёлой болезни. Похоронен на Комаровском кладбище.
Дочь — Ирина Григорьевна Бей-Биенко (1932—1979), энтомолог, кандидат биологических наук, была замужем за герпетологом И. С. Даревским.

## Награды
- заслуженный деятель науки РСФСР;
- Сталинская премия первой степени (1952) — за капитальный труд «Саранчовые фауны СССР и сопредельных стран» (совместно с Л. Л. Мищенко);
- орден Трудового Красного Знамени;
- орден «Знак Почёта»;
- медаль «За оборону Ленинграда» и другие;
- премия имени Н. А. Холодковского АН СССР (1951) — за монографию о таракановых, опубликованную в 1950 году.

В 1991 году в честь Бей-Биенко был назван род саранчовых Beybienkia (Pamphagidae) и новый род тараканов Beybienkoa Roth, 1991 (Ectobiidae; Австралия, Новая Гвинея).

## Основные труды
- Щёголев В. Н., Знаменский А. В., Бей-Биенко Г. Я. Насекомые, вредящие полевым культурам / Акад. с.-х. наук им. В. И. Ленина. Всес. н.-и. ин-т защиты растений. — 2-е изд., перер. и доп.. — М.—Л.: Сельхозгиз. Ленингр. отд-ние, 1937. — 538 с.
- Бей-Биенко Г. Я. Фауна СССР: Насекомые кожистокрылые / гл. ред. акад. С. А. Зернов, ред. А. А. Штакельберг. — М.—Л.: Издательство Академии Наук СССР, 1936. — 250 с. — (Фауна СССР). — 1500 экз.
- Бей-Биенко Г. Я., Мищенко Л. Л. Саранчевые фауны СССР и сопредельных стран / гл. ред. акад. Е. Н. Павловский, ред. А. А. Стрелков. — М.—Л.: Издательство Академии Наук СССР, 1951. — Т. 1. — 380 с. — 2000 экз.
- Бей-Биенко Г. Я., Мищенко Л. Л. Саранчевые фауны СССР и сопредельных стран / гл. ред. акад. Е. Н. Павловский, ред. А. А. Стрелков. — М.—Л.: Издательство Академии Наук СССР, 1951. — Т. 2. — 668 с. — 2000 экз.
- Бей-Биенко Г. Я. Фауна СССР: Насекомые таракановые / гл. ред. акад. Е. Н. Павловский, ред. А. А. Штакельберг. — М.—Л.: Издательство Академии Наук СССР, 1950. — 342 с. — (Фауна СССР). — 2000 экз.
- Бей-Биенко Г. Я. Фауна СССР: Насекомые прямокрылые. Кузнечиковые. Подсем. Листовые кузнечики (Phaneropterinae) / под ред. Е. Н. Павловского. — М.—Л.: Издательство Академии Наук СССР, 1954. — Т. 2, вып. 2. — 387 с. — (Фауна СССР). — 2000 экз.

### Учебные пособия
- Бей-Биенко Г. Я., Богданов-Катьков Н. Н., Чигарев Г. А., Щёголев В. Н. Сельскохозяйственная энтомология. — 3-е изд., дополненное. — М.—Л.: Сельхозгиз, 1955. — 616 с. — 13 000 экз. (предыдущие два издания — 1941, 1949)
- Бей-Биенко Г. Я. Руководство по учету саранчевых: практическое пособие / гл. ред. акад. Е. Н. Павловский, ред. А. А. Штакельберг. — 3-е изд., дополненное. — Л.: б. и., 1980. — 195 с.
- Бей-Биенко Г. Я., Данилевский А. С., Иванов А. В., Павловский Е. Н., Штакельберг А. А. Определитель классов и отрядов наземных членистоногих / под ред. Е. Н. Павловского. — М.—Л.: Издательство Академии Наук СССР, 1957. — 92 с. — 3000 экз.
- Бей-Биенко Г. Я., Скорикова О. А. Лабораторные занятия по энтомологии : учебное пособие для вузов. — 2-е изд., перераб. — Л.: Колос, 1966. — 304 с. — (Учебники и учеб. пособия для высш. с.-х. учеб. заведений). Предыдущее издание — 1958.
- Бей-Биенко Г. Я. Общая энтомология / гл. ред. акад. Е. Н. Павловский, ред. А. А. Штакельберг. — 3-е изд., дополненное. — М.—Л.: Высшая школа, 1980. — 416 с. — 25 000 экз. (предыдущие два издания — 1966, 1971)

### Статьи
- Бей-Биенко Г. Я. Принцип смены стаций и проблема начальной дивергенции видов // Журнал общей биологии. — 1959. — Т. 20. — № 5. — С. 351—358.
- Бей-Биенко Г. Я. Смена местообитаний наземными организмами как биологический принцип // Журнал общей биологии. — 1966. — Т. 27. — № 1. — С. 5—21.